# Río Arkavathi
El río Arkavathy (en kannada, ಆರ್ಕಾವತಿ), es un río que proviene de las colinas Nandi, en el distrito de Kolar en Karnataka. 
Es un tributario del río Kaveri, que se une en Kanakapura después de atravesar por la ciudad de Kolar y el distrito de Bangalore Rural.
- Datos: Q777380
- Multimedia: Arkavati River / Q777380